# Parapercis cephalopunctata
Parapercis cephalopunctata és una espècie de peix de la família dels pingüipèdids i de l'ordre dels perciformes.

## Descripció
- Fa 17 cm de llargària màxima[7] i presenta un patró de taques característic al cos i una cua negra amb un punt blanc posterior.[8][9]

## Alimentació
El seu nivell tròfic és de 3,43.

## Hàbitat i distribució geogràfica
És un peix marí, associat als esculls i de clima subtropical, el qual viu a la conca Indo-Pacífica: els esculls coral·lins poc fondos i, també, els esculls rocallosos del Japó (incloent-hi les illes Ryukyu), Taiwan, Indonèsia, Papua Nova Guinea, les illes Filipines, Guam i la Micronèsia.

## Observacions
És inofensiu per als humans.